# N-Glycolylneuraminsäure
N-Glycolylneuraminsäure, auch Neu5Gc genannt, gehört zu der Klasse der Sialinsäuren. 
In tierischen Organismen ist Neu5Gc eine häufig vorkommenden Sialinsäure. Im menschlichen Organismus dagegen fehlt Neu5Gc. Beim Menschen kommt ausschließlich N-Acetylneuraminsäure vor, da das Enzym CMP-Neu5Ac-Hydroxylase, welches die Bildung von N-Glycolylneuraminsäure aus N-Acetylneuraminsäure katalysiert, beim Menschen nicht funktional ist. Das Gen, welches für das entsprechende Enzym (CMP-Neu5Ac-Hydroxylase = CMAH) codiert, ist beim Menschen – im Gegensatz zu allen anderen Hominiden – durch eine Mutation funktionslos. Im Gegensatz dazu haben beispielsweise Schimpansen die Fähigkeit Neu5Gc – unter anderem im Gehirn – zu synthetisieren. Das für CMAH codierende Gen befindet sich auf Chromosom 6 Genlocus p21.32. Neu5Gc kommt bei den meisten Mammalia vor, mit Ausnahmen wie Menschen, Frettchen, Schnabeltieren, westlichen Hunderassen und Neuweltaffen.
Ein Forschungsteam an der medizinischen Fakultät der University of California, San Diego unter der Leitung von Ajit Varki hat 2014 einen neuen Mechanismus aufgezeigt, wie der Konsum von Neu5Gc aus externen Quellen wie rotem Fleisch und Milchprodukten zum erhöhten Risiko von kanzerogenen Tumoren beitragen könnte. Außerdem wurde 2019 beobachtet, dass gentechnisch veränderte Mäuse ohne die Fähigkeit zur Neu5Gc-Bildung ein erhöhtes Risiko zur Herausbildung kardiovaskulärer Erkrankungen aufweisen und die schädigende Wirkung durch Neu5Gc aus rotem Fleisch eher aus der menschlichen Antikörperbildung gegen Neu5Gc resultiert. Damit könnte die verlorengegangene Fähigkeit zur endogenen Neu5Gc-Bildung eine Ursache für das im Vergleich zu Tieren häufige Auftreten von Herz-Kreislauf-Erkrankungen beim Menschen sein.
Das Fehlen von CMAH beim Menschen ist offenbar auch der Grund dafür, warum das Typhus-Toxin der Typhus-Erreger Salmonella Typhi und Salmonella Paratyphi zwar Menschen schädigt, nicht aber andere Säugetiere. Kultivierte menschliche Zellen werden durch Gabe von Neu5GC resistent gegen das Typhus-Toxin.